# Hopetoun (Australia Zachodnia)
Hopetoun – miasto w Australii, w stanie Australia Zachodnia.